# Château de Serre-de-Parc
Le château de Serre-de-Parc est situé sur les communes de Savasse et de Montélimar, dans le département de la Drôme.

## Historique
Le domaine appartenu à la famille de Geoffre de Chabrignac, également propriétaire du château des Roches.
Le monument fait l’objet d’un classement au titre des monuments historiques depuis le 30 mai 1997 et d'une inscription depuis le 31 juillet 1989.